# 현근택
현근택(玄根宅, 1971년 6월 11일~)은 대한민국의 변호사, 정치인이다.

## 학력
- 제주제일고등학교 졸업
- 서울대학교 농업생명과학대학 농촌사회교육 학사
- 경기대학교 산업정보대학원 건축공학 석사
- 서울대학교 행정대학원 행정학 석사과정 수료

## 경력
- 2003년 제43회 사법시험 합격
- 사법연수원 33기
- 2004~2015 참여연대 실행위원
- 2004 민주사회를 위한 변호사모임
- 2007~2012 수원지방법원 조정위원
- 2011~2012 수지시민연대 공동대표
- 2013.02~2015.02 대한변호사협회 이사
- 2015.01~2017.01 경기중앙지방변호사회 기획이사
- 2015.03~2017.02 대한변호사협회 인권위원
- 2018.10~2019.08 더불어민주당 상근부대변인
- 2019.01~ 더불어민주당 법률위원회 부위원장
- 2022.10~ 민주연구원 부원장
- 2024.10.14~ 제7대 수원시 제2부시장

## 출연작

### 라디오 프로그램
- 《정치인싸》 (MBC 표준FM)
- 《김현정의 뉴스쇼》(CBS 표준FM)
- 《최영일의 시사본부》(KBS 1라디오)

### 팟캐스트 프로그램
- 《매불쇼》